# Шортленд (остров)
Шортленд (англ. Shortland) — вулканический остров в архипелаге Соломоновы острова. Административно входит в состав Западной провинции меланезийского государства Соломоновы Острова. Коренное название острова — Алу (Alu).

## География

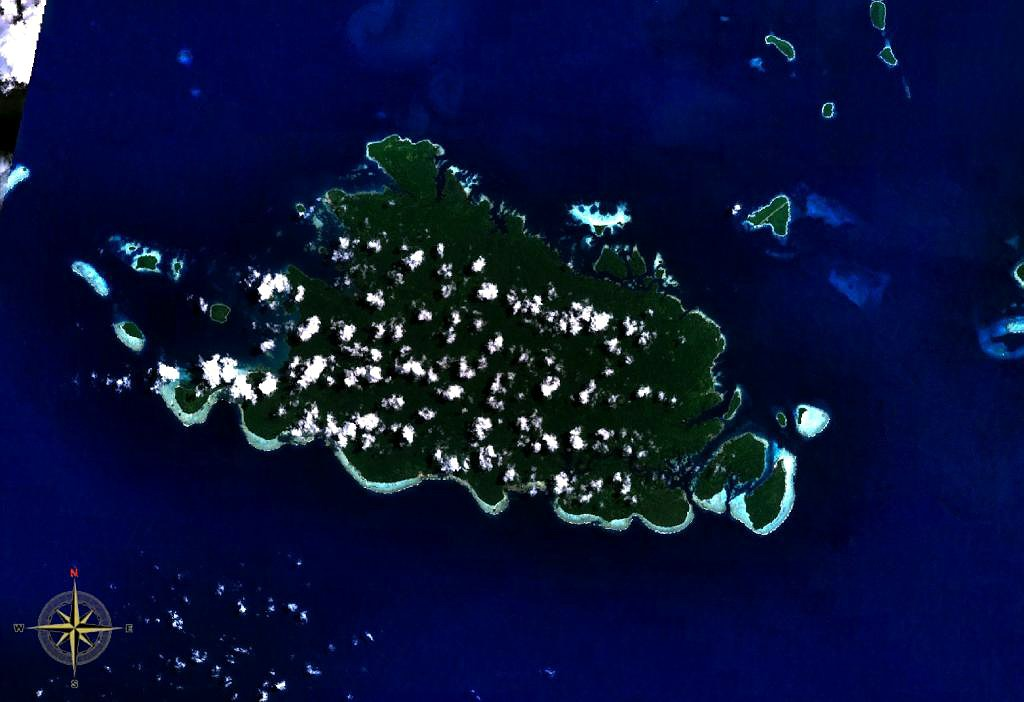
Космический снимок острова.

Остров Шортленд расположен в западной части Тихого океана в группе островов Шортлендские острова архипелага Соломоновы острова. К северу от острова расположен остров Бугенвиль в составе Папуа — Новой Гвинеи, к востоку — остров Шуазёль, к юго-востоку — остров Велья-Лавелья. Шортленд представляет собой вулканический остров, окружённый в некоторых местах коралловым рифом.
Длина острова составляет около 16 км, ширина — 13 км. Ландшафт острова достаточно низменный. Высшая точка Шортленда достигает 185 м. В северной части остров сложен из андезитовой лавы, а в южной — из песчаника. Климат на острове влажный, тропический. Шортленд подвержен землетрясениям и циклонам.

## История
Назван в честь Джона Шортленда (1769—1810) — английского морского офицера, исследователя Австралии.
В апреле 1885 года над островом был установлен протекторат Германской империи, а в 14 ноября 1899 года Шортленд был передан в управление Британской империи. До 1971 года был частью Британских Западно-Тихоокеанских Территорий.
В годы Второй мировой войны, в 1942 году, остров был захвачен японцами, которые сразу же создали на Шортленде морскую и воздушную базы.
С 1978 года остров Шортленд является частью государства Соломоновы Острова.

## Население
По данным 1999 года численность населения Шортленда составляла около 2270 человек. Главное поселение — деревня Коровоу (Korovou). Жители в основном занимаются сельским хозяйством (выращиванием кокосовой пальмы).
Островитяне разговаривают на океанийском языке моно-алу (2940 носителей в 1999 году; используется также на островах Моно и Фауро).